# Стогов, Иван Петрович
Иван Петрович Стогов (1799—1875) — генерал-лейтенант, член секретного комитета по преобразованию кораблестроения.

## Биография
Родился 5 (16) января 1799 года.
Воспитывался в морском кадетском корпусе, куда поступил 16 января 1810 года; через три года он был произведён в гардемарины, а 18 февраля 1816 года — в мичмана и до 1818 года на кораблях «Ростислав», «Три Иерарха» и «Принц Густав» плавал и крейсировал по Балтийскому морю.
В течение 1819—1823 гг. Стогов на шлюпе «Открытие»" под командой капитан-лейтенанта Васильева, совершил «кругосветное плавание» в Камчатку и за участие в нём был произведен в лейтенанты, удостоен ордена Св. Владимира 4-й степени и награждён двойным жалованьем и «удвоенною кампаниею». Проплавав по возвращении с Камчатки 2 лета вновь по Балтийскому морю и «за 18 морских кампаний» получив орден Св. Георгия 4-й степени, он был назначен адъютантом к вице-адмиралу Огильви и в 1828 году на корабле «Царь Константин» сопровождал его из Кронштадта в Мальту. В следующем году Стогов был при блокаде Дарданелл и участвовал во взятии в плен у острова Кандии турецко-египетских корвета и брига. Возвратившись в Кронштадт, 25 июня 1831 года он получил чин капитан-лейтенанта, в том же году был прикомандирован «для исправления должности члена кораблестроительного и учебного комитета» и одновременно с этим назначен чиновником по особым поручениям при генерал-интенданте.
Был награждён орденами Св. Станислава 2-й ст. (1832), Св. Анны 2-й ст. (1834), подарком из кабинета; произведён в капитаны 2-го ранга 30 июня 1834 года, в капитаны 1-го ранга 6 ноября 1837 года.
В 1840 году был назначен исправляющим должность вице-директора кораблестроительного департамента и в этой должности состоял до 1850 года, когда был, уже в чине генерал-майора (1847 г.), определён в члены «комитета по составлению нового положения об управлении адмиралтейскими поселянами».
В 1854 году состоял членом общего присутствия морского интендантства, а в 1855 году просто числился по морскому министерству. В 1856 году был назначен членом секретного комитета по преобразованию кораблестроения и пробыл им до 28 декабря 1859 года, когда был произведён в генерал-лейтенанты и уволен в отставку.
Умер 13 (25) ноября 1875 года. Похоронен в селе Раменье Новоторжского уезда Тверской губернии.